# Ahmad ibn Ibrahim al-Ghazi

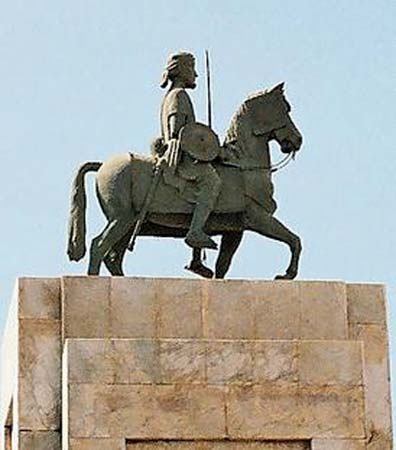
Reiterstandbild des Ahmad ibn Ibrahim al-Ghazi in Mogadischu

Ahmad ibn Ibrahim al-Ghazi (arabisch أحمد بن إبراهيم الغازي, DMG Aḥmad b. Ibrāhīm al-Ġāzī; geboren 1506; gestorben 21. Februar 1543), auch Ahmad Guray (guray  – „Linkshänder“) oder Ahmad Grañ (granye – „Linkshänder“) genannt, war ein muslimisch-somalischer Herrscher der vorkolonialen Zeit, der vermutlich somalischer Abstammung war. Von 1529 bis zu seinem Tod 1543 führte er das Sultanat Adal in einen Eroberungsfeldzug gegen das Kaiserreich Abessinien. Bei den Somalis ist er als Gurey bekannt.

## Leben
Er war der Sohn des Generals Ibrahim am Hofe des Sultans von Adal (Harar). Nach der Niederlage gegen den Kaiser von Abessinien im Jahre 1516 wollte der Sultan kapitulieren und Tribut zahlen. Es kam zu heftigen Machtkämpfen am Hof, in deren Verlauf Ibrahim vom Sultan getötet wurde, Fürst Mahfuz von Zeila die Macht ergriff und einen neuen Sultan als Strohmann einsetzte. Mahfuz aber fiel 1517 im fortgesetzten Kampf gegen Abessinien.
Gerade 14-jährig, heiratete Ahmad gegen den Protest der Soldaten 1520 Mahfuz’ Tochter Bati del Wambara, tötete den Sultan, der erneut eine Kapitulation in Erwägung gezogen hatte, und machte zunächst Barakat ibn ‘Umar ad-Dīn zum neuen Sultan. 1525 nahm er den Titel selbst an und rief 1527 – nunmehr 21-jährig – zum Widerstand gegen die äthiopischen Angreifer den Dschihad aus. 
Während seiner Abwesenheit wegen der Feldzüge machte er Barakat erneut zum Sultan, besiegte 1529 den Kaiser und eroberte mindestens drei Viertel des Kaiserreichs Abessinien (anderen Angaben zufolge fünf Sechstel), bis er 1543 von Kaiser Claudius in der Schlacht von Wayna Daga besiegt und getötet wurde.
Seine Witwe, die Tochter des Mahfuz, geriet in Gefangenschaft, wurde aber gegen den einst von Ahmad gefangenen äthiopischen Kronprinzen ausgetauscht. Wambara übernahm zunächst die Regentschaft und heiratete Ahmads Neffen Nur ibn al-Mujahid. Zusammen setzten sie nach Barakats Tod den Kampf erfolglos fort. Wambara fiel 1552, Nur 1567, nachdem er 1559 Kaiser Claudius besiegt und getötet hatte. Ahmads 1531 und 1533 geborene Söhne kamen wohl ebenfalls während der Kämpfe ums Leben.